# Синхронне плавання на Чемпіонаті світу з водних видів спорту 1998
Змагання з синхронного плавання на Чемпіонаті світу з водних видів спорту 1998 тривали з 8 до 17 січня 1998 року на Челлендж-Стедіумі в Перті (Австралія).

## Таблиця медалей
| Місце              | Країна             | Золото | Срібло | Бронза | Загалом |
| ------------------ | ------------------ | ------ | ------ | ------ | ------- |
| 1                  | Росія (RUS)        | 3      | 0      | 0      | 3       |
| 2                  | Японія (JPN)       | 0      | 2      | 1      | 3       |
| 3                  | Франція (FRA)      | 0      | 1      | 1      | 2       |
| 4                  | США (USA)          | 0      | 0      | 1      | 1       |
| Загалом (4 збірні) | Загалом (4 збірні) | 3      | 3      | 3      | 9       |

## Медальний залік
| Дисципліна | Золото | Срібло | Бронза |
| ---------- | --- | --- | --- |
| Соло       | Ольга Сєдакова (RUS) 99.304 | Віржині Дідьє (FRA) 98.154 | Мія Татібана (JPN) 97.530 |
| Дует       | Ольга Бруснікіна (RUS) Ольга Сєдакова (RUS) 99.073 | Мія Татібана (JPN) Міхо Такеда (JPN) 98.060 | Віржині Дідьє (FRA) Міріам Ліньйо (FRA) 97.323 |
| Група      | Росія (RUS) Ольга Сєдакова Марія Кисельова Ольга Юряєва Ольга Медведєва Ольга Бруснікіна Олена Азарова Ольга Новокщонова Олександра Васіна Олена Баранцева Анна Маслова 99.667 | Японія (JPN) Райка Фудзії Йоко Ісода Міхо Кавабе Міка Кавабе Реї Дзімбо Акіко Міядзакі Ріхо Накадзіма Мія Татібана Міхо Такеда Юко Йонеда 98.267 | США (USA) Керрі Бартон Кара Данкен Бріджет Фінн Трейсі Ґаєскі Ребекка Джейсонтек Тіна Касід Крістіна Лум Емілі Марш Елісія Маршалл Кім Верцел 97.133 |